# Uppdrag fred
Uppdrag fred (ISBN 91-1-300324-0) är en bok, utgiven 1997, skriven av Carl Bildt. Boken behandlar hans reflektioner över uppdraget i Bosnien.